# 김보미 (사격 선수)
김보미(1998년 10월 11일~)는 대한민국의 사격 선수로 주 종목은 권총이다. 2020년 하계 올림픽에 대한민국 국가대표로 참가했다.